# Palhers
Palhers es una comuna francesa situada en el departamento de Lozère, en la región de Occitania.

## Demografía
| 99 | 96 | 96 | 176 | 205 | 172 | 177 |
| Para los censos de 1962 a 1999 la población legal corresponde a la población sin duplicidades (Fuente: INSEE [Consultar]) |    |    |     |     |     |     |